# Per Berthelsen
Per Berthelsen (*12. února 1950, Qeqertarsuaq) je grónský politik, bývalý ministr financí a zahraničních věcí, rockový hudebník, učitel a novinář.

## Životopis

### Mládí a rodina
Per je synem bývalého starosty Nuuku Rasmuse Berthelsena (1905–1980) a jeho manželky Ane Sofie Egede (†1981). Mezi jeho předky patří Hans Egede (1686–1758), Christian Alexander Platou (1779–1827), Jørgen Nielsen Møller (1801–1870) a Rasmus Berthelsen (1827–1901). Christian Berthelsen (1916–2015) byl jeho strýcem. On sám se 28. května 1988 oženil s Helene Broberg (*1953), učitelkou, která do manželství přivedla mimo jiné dceru Julii (*1979), která je známou popovou zpěvačkou.
Per Berthelsen získal v roce 1967 maturitu v Nuuku, poté navštěvoval Sorø Akademi a v roce 1975 složil učitelskou zkoušku v Holbæku. Poté působil pět let jako učitel v Nuuku. V letech 1980 až 1982 byl vedoucím tajemníkem Inuitské cirkumpolární konference, v letech 1982–1984 pracoval jako zástupce vedoucího a poté do roku 1985 jako redaktor Kalaallit Nunaata Radioa. V letech 1985–1988 byl vedoucím marketingu a informací v Nuna Bank. V roce 1988 založil vlastní marketingovou a informační kancelář. V letech 1991 až 1992 byl ředitelem Julemændens Værksted. Poté opět působil jako učitel.
Od roku 1991 byl grónským zástupcem dánské hudební sběratelské společnosti KODA. V roce 1998 se stal předsedou Kulturního centra Katuaq.

### Politická kariéra
Politická kariéra Pera Berthelsena začala ve středové straně Akulliit Partiiat, za kterou byl v roce 1993 zvolen do okresní rady v Nuuku. V roce 1995 kandidoval v parlamentních volbách, ale nezískal dostatek hlasů pro vstup do parlamentu.
V roce 1997 se po odchodu z Akulliit Partiiat stal členem Siumutu, v témže roce se opět dostal do okresní rady a byl jmenován místostarostou. V roce 1999 znovu kandidoval v parlamentních volbách a poprvé se dostal do Grónského parlamentu.
V roce 2002 byl vyloučen ze strany Siumut a následně založil stranu Demokraté (grónsky Demokraatit), jejíž se stal předsedou. V témže roce získal v parlamentních volbách 2002 nejvíce hlasů ze všech kandidátů a obhájil tak svůj poslanecký mandát. V komunálních volbách v roce 2005 se podruhé dostal do zastupitelstva obce Nuuk. V parlamentních volbách v roce 2005 získal opět nejvíce hlasů ze všech kandidátů a potřetí v řadě se dostal do parlamentu. V komunálních volbách v roce 2008 přešel do zastupitelstva nového kraje Sermersooq.
V červenci 2008 se nepohodl se svou stranou a v čele strany ho nahradil Jens B. Frederiksen, poté stranu opustil a v září se vrátil do Siumutu. O několik dní později byl zvolen ministrem financí a zahraničních věcí v páté Enoksenově vládě, kde nahradil Alequ Hammond, a následně si vzal dovolenou na mandát v městské radě. V parlamentních volbách v roce 2009 získal výrazně méně hlasů než o čtyři roky dříve, přesto se mu podařilo získat poslanecký mandát. Současně se věnoval komunální politice v Sermersooqu. V roce 2011 byl hospitalizován v Rigshospitalet kvůli život ohrožujícímu zánětu mozkových blan, ale uzdravil se.
V parlamentních volbách v roce 2013 skončil až jako náhradník na třetím místě. V komunálních volbách v roce 2013 se však do zastupitelstva dostal již pošesté v řadě. V parlamentních volbách v roce 2014 se mu však sotva podařilo získat nějaké hlasy a do parlamentu se nedostal. Na jaře 2017 se opět nepohodl se svou stranou, opustil Siumut a ukončil politickou kariéru.

## Ocenění
Dne 23. června 2004 mu byl udělen stříbrný řád Nersornaat.